# HP Inc.
Ne doit pas être confondu avec HP ou Hewlett-Packard.
HP Inc. est l'une des deux entités résultant de la scission le 31 octobre 2015, de la société historique Hewlett-Packard dont le nom était celui de ses deux fondateurs.

## Histoire
Le 1er novembre 2015, HP se divise en deux entités distinctes : HP Inc. et Hewlett-Packard Enterprise.
En septembre 2016, HP-Inc annonce l'acquisition des activités imprimantes de Samsung pour 1,05 milliard de dollar US.
En octobre 2016 HP-Inc annonce la suppression de 3 à 4 000 postes d'ici à 3 ans.
En octobre 2019, HP annonce un plan de restructuration avec jusqu'à 9 000 suppressions de postes sur 3 ans. En novembre 2019, Xerox annonce une offre d'acquisition de 33 milliards de dollars sur HP Inc, une entreprise d'une taille bien plus grande qu'elle-même. Le même mois, HP rejette cette offre d'acquisition. En novembre 2019, le madrilène Enrique Lores devient PDG.
En mars 2022, HP annonce l'acquisition de Poly, une entreprise américaine spécialisée dans le matériel de visioconférence, pour 1,7 milliard de dollars.
En novembre 2022, HP déclare un bénéfice net de 3,5 milliards de dollars sur son année fiscale 2022 et annonce licencier entre 4 000 et 6 000 employés sur les 61 000 que compte l'entreprise, après avoir recruté 10 000 personnes en un an.

## Principaux actionnaires
Au 1er février 2023 :
| Berkshire Hathaway                                      | 10,6 % |
| The Vanguard Group                                      | 9,24 % |
| Capital Research & Management                           | 7,94 % |
| Icahn Associates Holding (en)                           | 6,40 % |
| Dodge & Cox                                             | 5,54 % |
| State Street Global Advisors (en) Funds Management      | 4,98 % |
| Relational Investors (en)                               | 2,75 % |
| PRIMECAP Management                                     | 2,40 % |
| BlackRock Fund Advisors                                 | 2,16 % |
| Capital Research & Management (International Investors) | 2,04 % |

## Produits
Les produits HP Inc. sont liés à tout ce qui concerne les compatibles PC,, les  imprimantes et les imprimantes 3D (Binder Jetting),.

## Controverses

### Conflits israéliens
Le 12 février 2020, l’Onu a édité une liste de 112 sociétés opérant dans les colonies israéliennes, jugées comme illégales par le droit international.
Parmi les entreprises figurant sur la liste du Conseil des droits de l’homme de l’ONU figurent les Industries aérospatiales israéliennes, HP inc et Hewlett-Packard Enterprise, Motorola, Ahava, les sociétés de télécommunications Cellcom et Partner, et RE / MAX,.
En 2023, HP Inc ainsi que Hewlett Packard Enterprise (HPE) ont été critiqués pour leurs produits fournis à la police israélienne , au service pénitentiaire israélien et à l'autorité israélienne de la population et de l'immigration . Le mouvement BDS a appelé les consommateurs et les organisations à boycotter tous les services et produits informatiques HPE ainsi que les imprimantes, ordinateurs et cartouches d'imprimante de HP Inc.,
L’entreprise a fait un communiqué sur son site pour dénoncer une campagne de désinformation à son encontre et indique qu’elle ne prend parti dans les conflits entre pays.

### Instant Ink
À partir de 2013, HP Inc. propose le service Instant Ink. Il s'agit d'un abonnement pour recevoir automatiquement les consommables (cartouches d'encre) des imprimantes à jet d'encre et des imprimantes laser. Le service, utilisé en 2022 par plus de 10 millions de clients, est critiqué pour ses interruptions potentiellement inattendues : surveillées à tout moment par internet, les cartouches cessent immédiatement de fonctionner si le client n'a plus de connexion, ou que son abonnement est interrompu, même si elle sont encore pleines,.
En novembre 2024, l'association Halte à l'Obsolescence Programmée (HOP) a déposé plainte contre le fabricant d'imprimantes HP, accusant l'entreprise de pratiques d'obsolescence programmée. La plainte, déposée auprès du parquet de Nanterre, vise des blocages artificiels des imprimantes lorsqu'une cartouche est jugée vide, même si elle contient encore de l'encre. HOP considère que ces pratiques poussent les consommateurs à acheter de nouvelles cartouches inutilement, aggravant le gaspillage et impactant l'environnement.